# Автошлях Т 2301
| Маршрут: Т 2301    | Маршрут: Т 2301 |
| ------------------ | --------------- |
| Білогірський район |                 |
| Мала Боровиця      | Р26             |
| Велика Боровиця    | 3,5 км          |
| Малі Калетинці     | 7,8 км          |
| Хорошів            | 11,0 км         |
| Шуньки             | 15,8 км         |
| Великі Калетинці   | 17,9 км         |
| Карасиха           | 20,5 км         |
| Білогір'я          | 26,4 км Р48     |

Автошля́х Т 2301 — територіальний автомобільний шлях в Україні, Мала Боровиця — Білогір'я. Проходить територією Білогірського району Хмельницької області.
Починається в селі Мала Боровиця Білогірського району з автошляху Р26, проходить через села Велика Боровиця, Малі Калетинці, Хорошів, Шуньки, Великі Калетинці, Карасиха та закінчується в смт Білогір'я автошляхом Р48.
Основна (проїжджа) частина дороги має ширину 6 — 7 м, загальна ширина 9—10 м.
Покриття:
- ділянка Мала Боровиця — Карасиха — щебінь;
- ділянка Карасиха — Білогір'я — асфальт.

Загальна довжина — 26,4 км.